# صيد. 44
صيد. 44 (بالإنجليزية: Catch .44)‏ هو فيلم تم إنتاجه في الولايات المتحدة وصدر في سنة 2011.

## بطولة
- فورست ويتكر
- بروس ويليس
- نيكي ريد
- براد دوريف

## القصة
شحنة مخدرات يتولى الماكر ميل (بروس ويلز) توزيعها مستغلا ثلاث نساء في ذلك ولكن تقع سلسلة من الاحداث التي تكشف العديد من الحقائق عندما يتوقفوا بأحد المقاهي على الطريق.

## الميزانية والإيرادات
بلغت تكلفة إنتاج الفيلم حوالي 12 مليون دولار.

## روابط خارجية
- صيد. 44 على موقع IMDb (الإنجليزية)
- صيد. 44 على موقع روتن توميتوز (الإنجليزية)
- صيد. 44 على موقع نتفليكس (الإنجليزية)
- صيد. 44 على موقع قاعدة بيانات الأفلام العربية
- صيد. 44 على موقع ألو سيني (الفرنسية)
- صيد. 44 على موقع أول موفي (الإنجليزية)
- صيد. 44 على موقع فيلمافينيتي (الإسبانية)
- صيد. 44 على موقع قاعدة بيانات الفيلم (الإنجليزية)
- صيد. 44 على موقع ليتربوكسد (الإنجليزية)
- صيد. 44 على موقع كينوبويسك (الروسية)